# Sindangsari (Cisompet)
Sindangsari is een bestuurslaag in het regentschap Garut van de provincie West-Java, Indonesië. Sindangsari telt 4091 inwoners (volkstelling 2010).